# میخائیل سوسلف
میخائیل آندریوویچ سوسلف (روسی: Михаи́л Андре́евич Су́слов؛ ۲۱ نوامبر ۱۹۰۲ – ۲۵ ژانویهٔ ۱۹۸۲) نظریه‌پرداز حزب کمونیست، سردبیر نشریه ارگان کمیته مرکزی حزب و سیاست‌مدار اهل اتحاد جماهیر سوسیالیستی شوروی بود.
وی همچنین برنده جوایزی همچون نشان لنین شده است.